# マスター・ジェイムズ
セント・ジョージのマスター・ジェイムズ（Master James of St George、1230年 – 1309年）は、ウェールズの城郭建築家。

## 経歴
イングランド王エドワード1世の治世下で、ウェールズにヴリント城、リーズラン城、コンウィ城、カーナーヴォン城、ハーレフ城、ビウマレス城など10箇所の城郭を30年以上にわたり建設し、スコットランドでも城郭建設に従事したという。

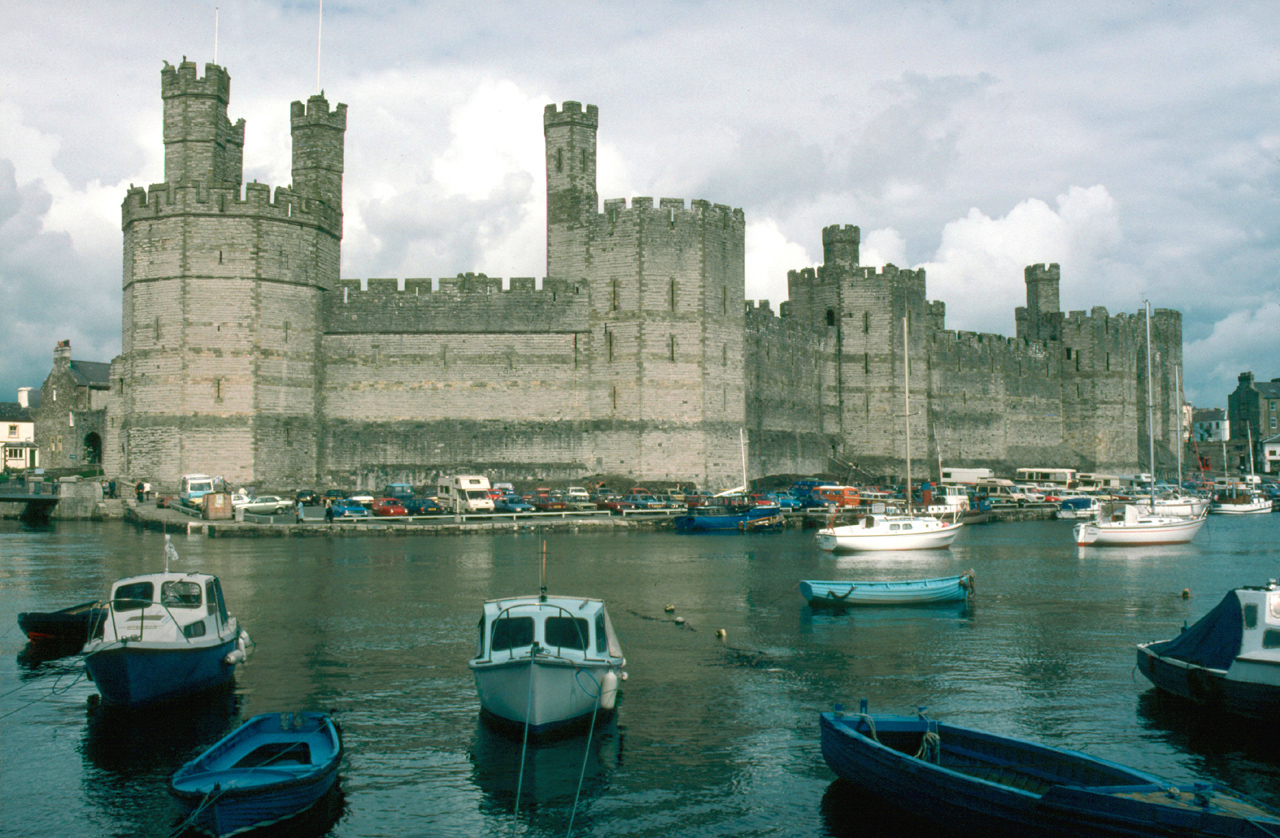
Largely intact portion of Caernarfon, as seen from the sea
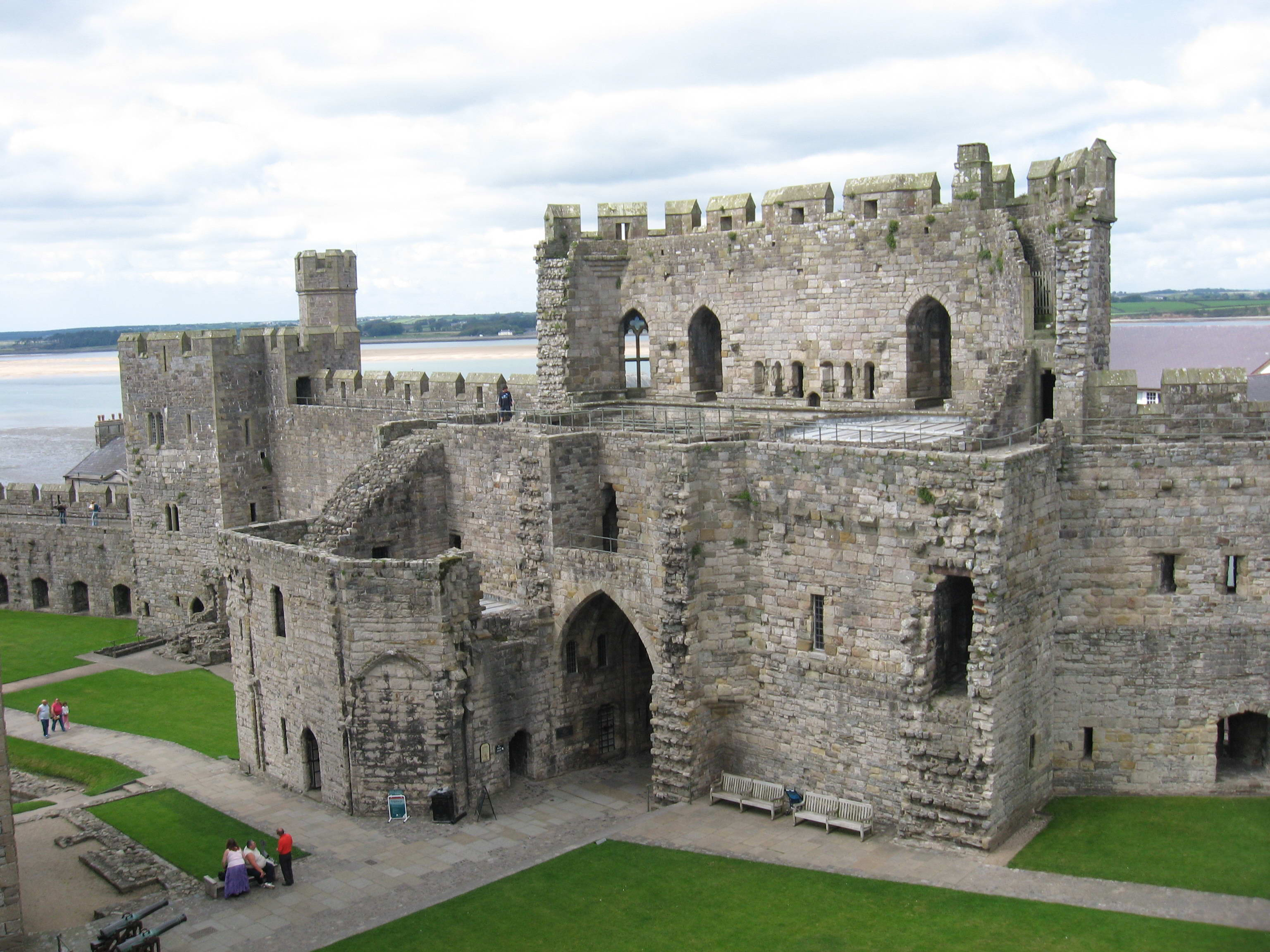
King's Gate, Caernarfon Castle
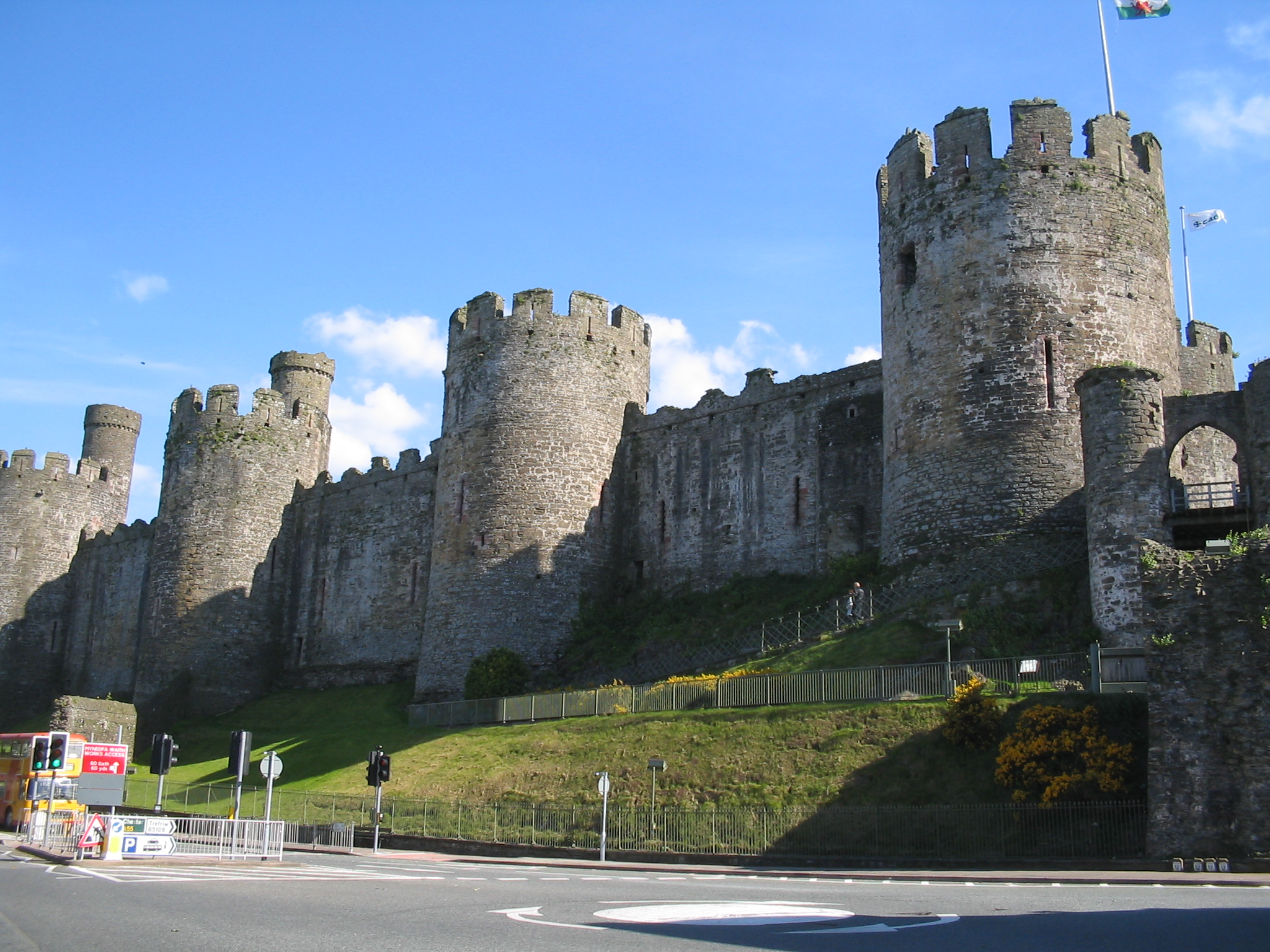
Conwy Castle
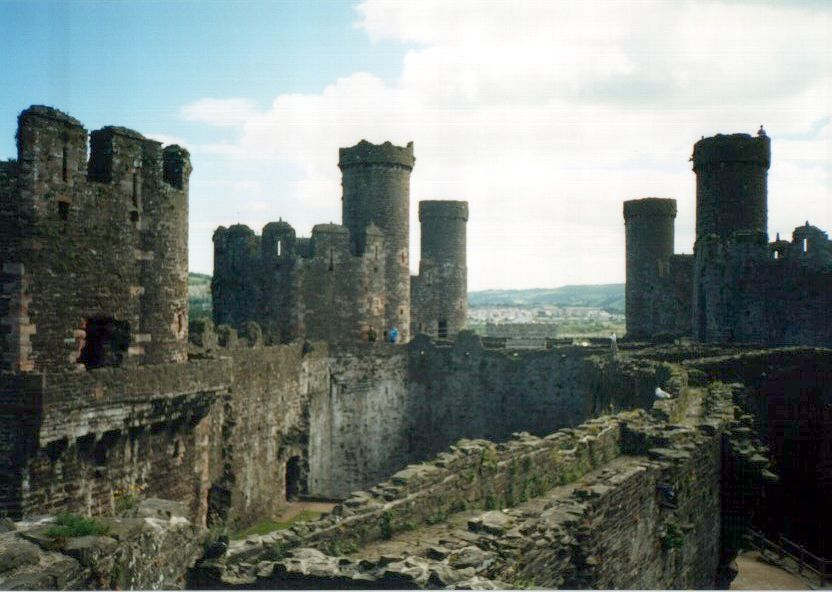
Conwy Castle
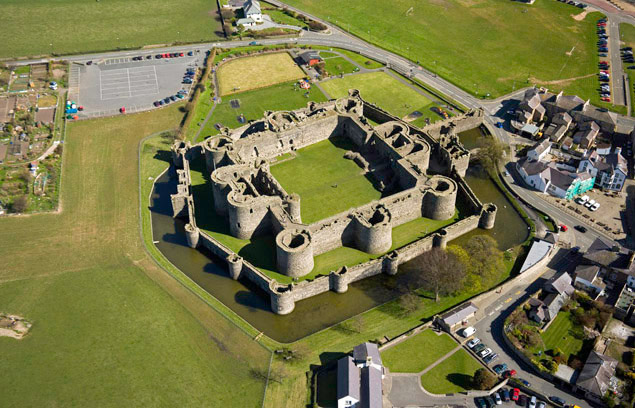
Beaumaris Castle
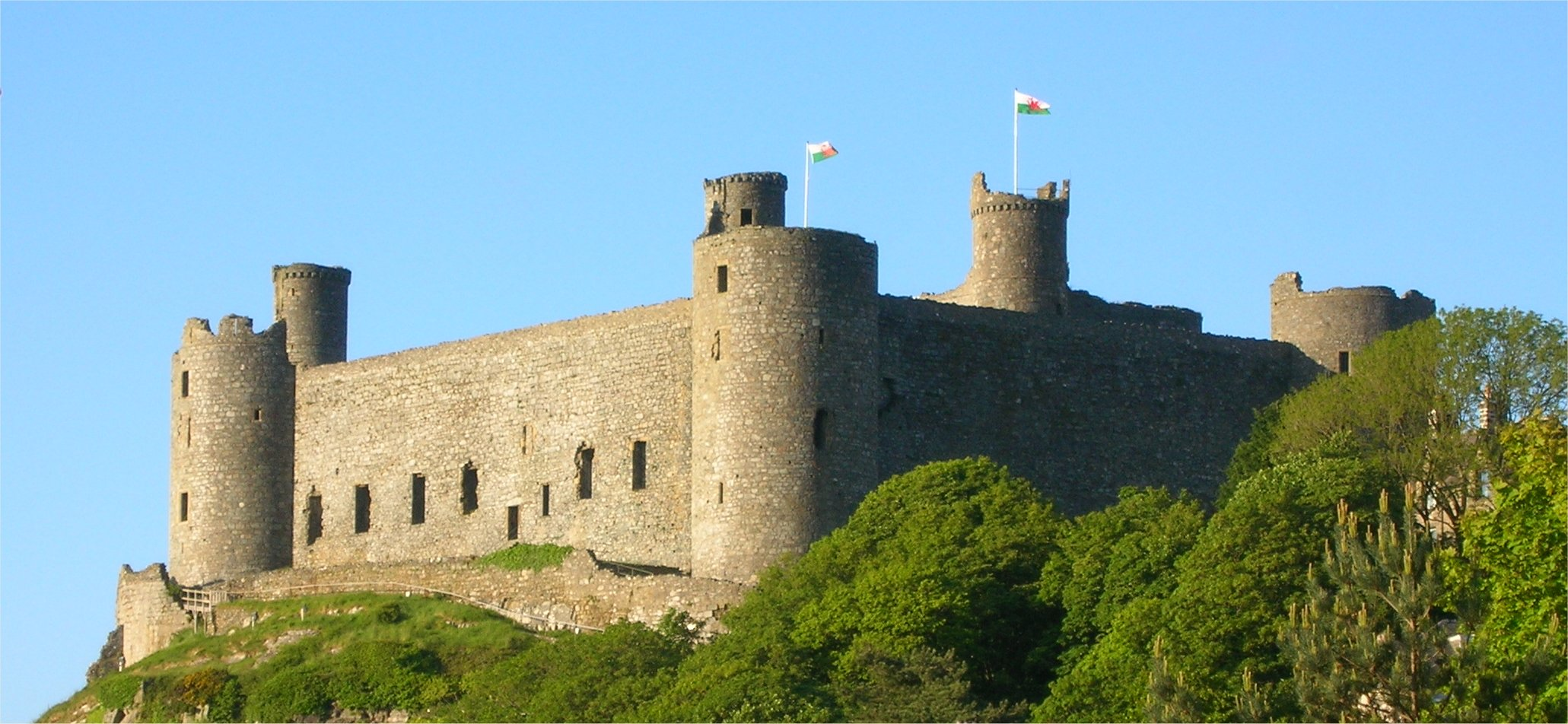
Harlech Castle
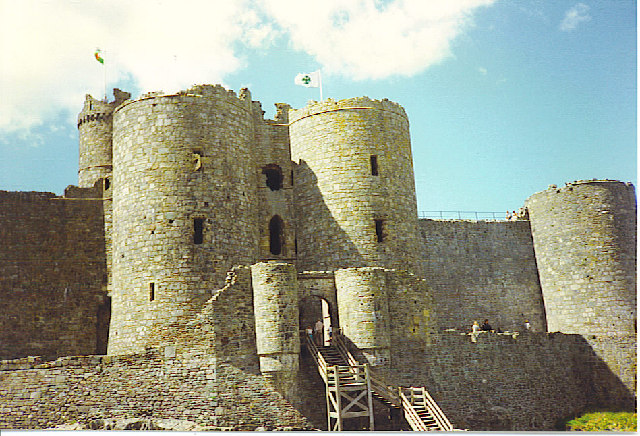
Gate house, Harlech Castle
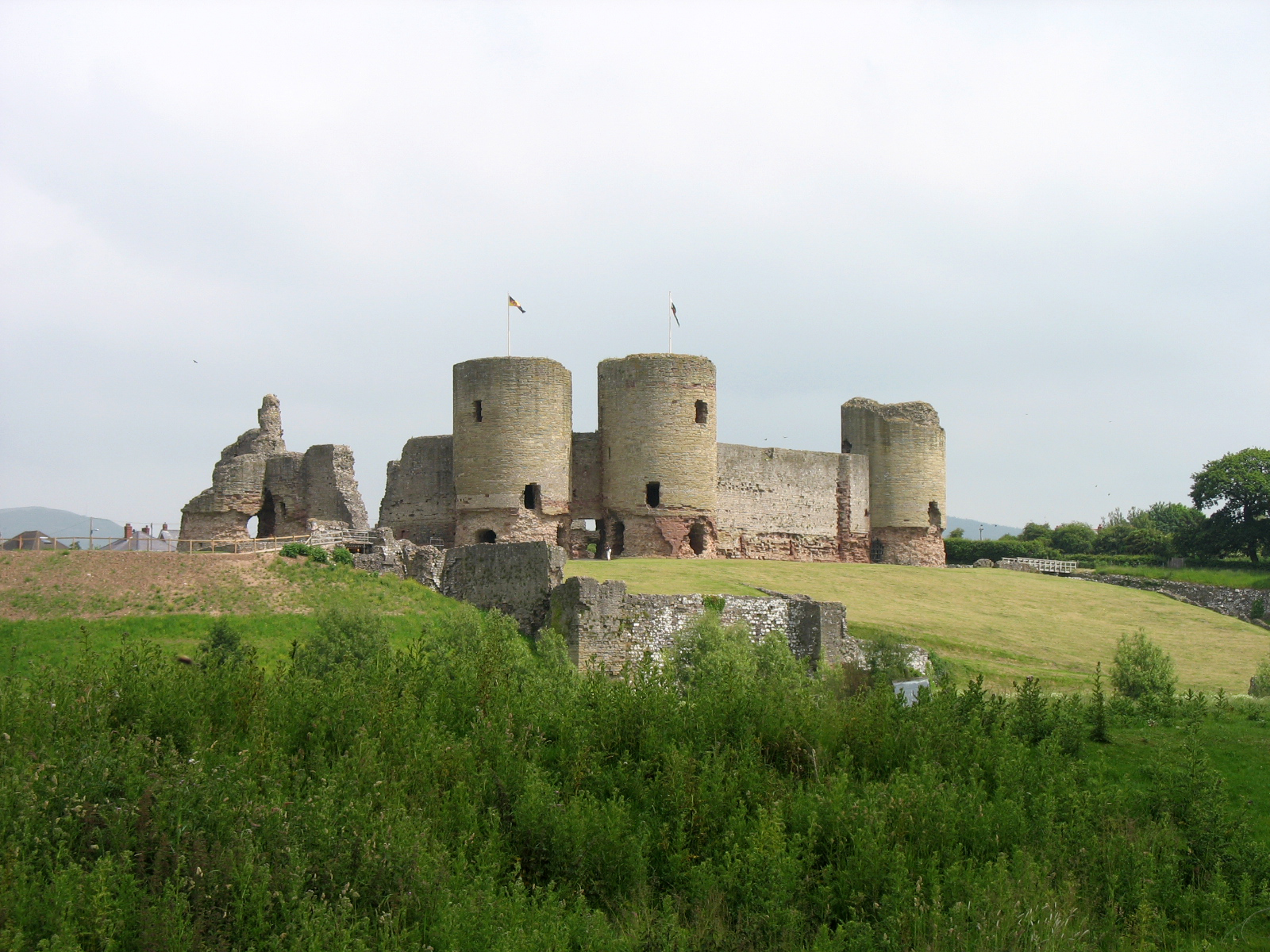
Rhuddlan Castle
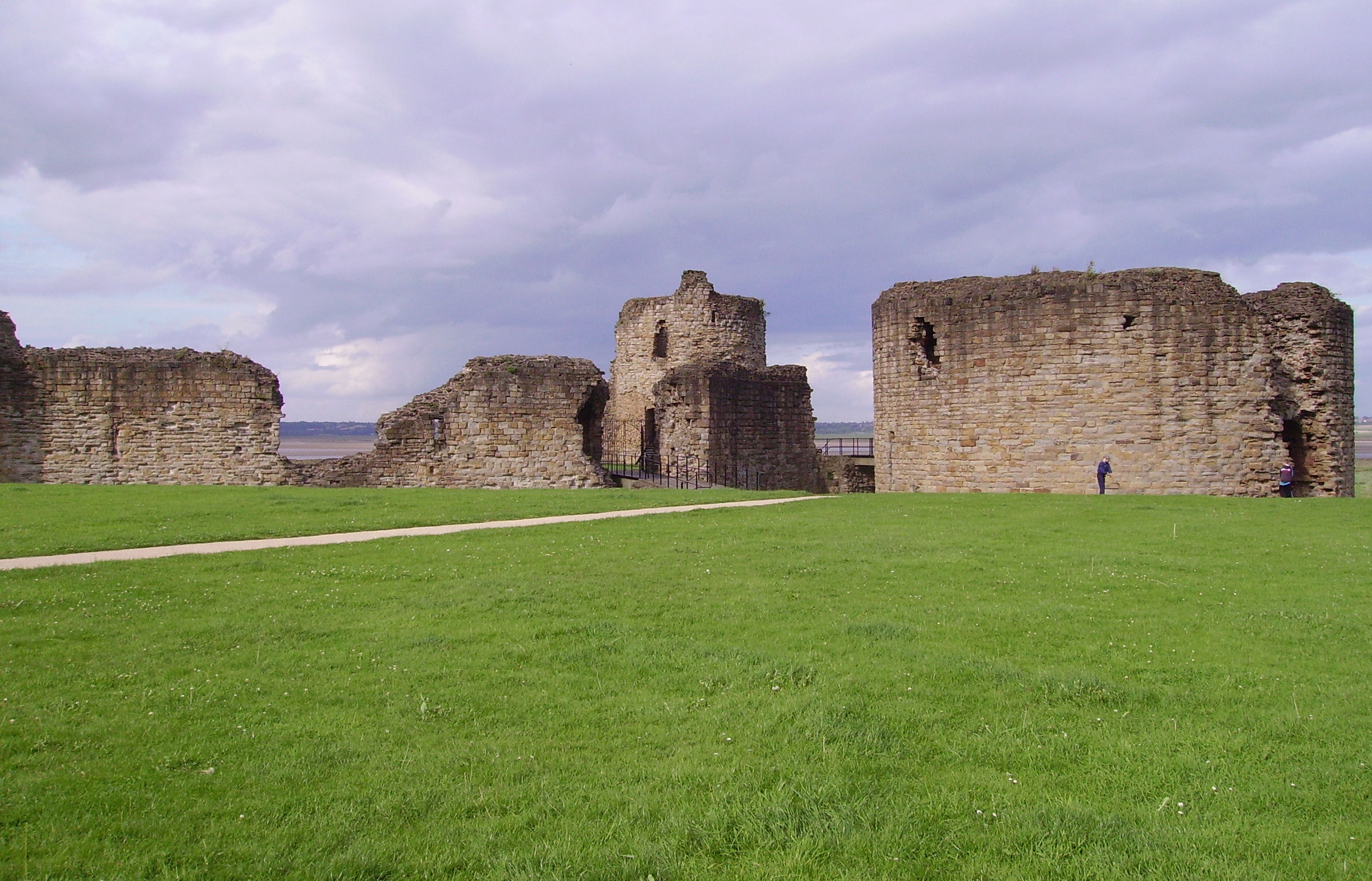
Flint Castle

## 参考資料

### 文献
- J・E・カウフマン、H・W・カウフマン共著、ロバート・M・ジャーガ絵、中島智訳「中世ヨーロッパの城塞 攻防戦の舞台となった中世の城塞、要塞および城壁都市」マール社